# Придніпровський ринок

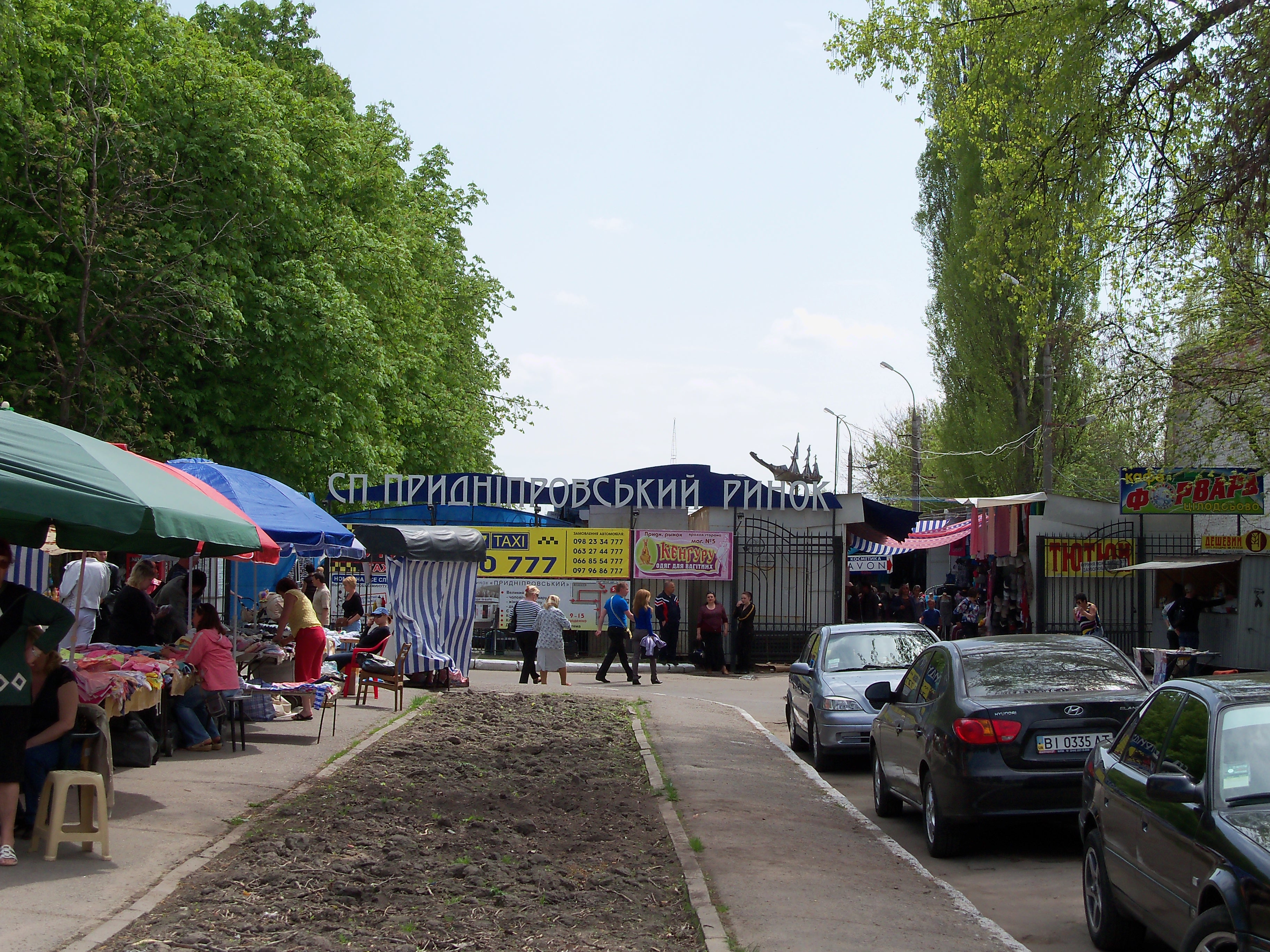
Центральний вхід до ринку

Придніпро́вський ри́нок — найбільший ринок Кременчука.

## Розташування
Ринок знаходиться у центрі міста. На північному заході обмежений вул. Миколаївською, з інших сторін — Ювілейним парком.

## Опис
На ринку можна придбати: одяг, взуття, галантерею.

## Історія
У грудні 2009 року депутатами міської ради було продовжено оренду землі для ринку на п'ять років .